# Скурыгино
Скурыгино (Васильевское-Скурыгино) — деревня в Чеховском районе Московской области, в составе муниципального образования сельское поселение Стремиловское (до 28 февраля 2005 года входила в состав Стремиловского сельского округа), деревня связана автобусным сообщением с райцентром и соседними населёнными пунктами.

## Население
| 2002 | 2006 | 2010 |
| ---- | ---- | ---- |
| 90   | ↘81  | ↘72  |

## География
Скурыгино расположено примерно в 9 км на запад от Чехова, на запруженной реке Челвенка (левый приток реки Лопасни), высота центра деревни над уровнем моря — 189 м. На 2016 год в Скурыгино зарегистрировано 13 улиц, и 10 садовых товариществ.

## Достопримечательности

### Усадьба Васильчиковых
Усадьба основана в середине XVIII века капралом А.С. и подпоручиком И.С. Нестеровыми. 
Во второй половине столетия принадлежала аудитору Конного полка Василию Семеновичу Васильчикову. В середине XIX века -  действительному статскому советнику А.С. Васильчикову. Во второй половине столетия - его сыну действительному статскому советнику П.А. Васильчикову. Последняя владелица до 1917 года - его дочь фрейлина Е.П. Васильчикова. 
Изначально деревянный двухэтажный главный дом и соединенные с ним крытыми переходами флигеля, часть служебных зданий второй половины XIX века, в 1980-х гг. перестроены в кирпиче и обезличены. Сохранился парк второй половины XVIII века с регулярной и пейзажной планировкой с прудом. В парке находятся две скульптуры львов с гербовыми щитами. Фёдоровская церковь 1787 года утрачена, в 2000-х годах возведена новая. Около 1920 года картины и архив владельцев были вывезены в Музейный фонд, усадебная библиотека из 6 000 томов вывезена в Библиотечный отдел Наркомпроса и Московский государственный книжный фонд распределена между Румянцевским и Историческим музеями, Социалистической академией и другими учреждениями.

### Ильинский храм
Святаго Пророка Иліи Села Васильевскаго Скурыгино тож Московской Губерни Звенiгородской округи Хатунскiя десятiны.
Кирпичная усадебная церковь Илии Пророка в Скурыгино была построена в 1787 году, сломана в середине XX века.
Священники:
- Иоанн Петров (ок. 1728-1810) - 1786, 1792. В 1794 - запрещенный в служении
- Иван Никитин (1769-?) - 1794
- Андрей Алексеев (?-1805[13]) - 1795, до 1805
- Стефан Михайлов (1771-?) - 1795-1796
- Василий Васильев (Соболев) (ок. 1764-1803) - с 1796 или 1797, до 1803
- Тимофей Афанасьев Смирнов (1799 - ок. 1855) - 1807, переведен отсюда в том же году, зять предыдущего
- Яков Иванов - 1801
- Иоанн Деомидов (Ильинский) (ок. 1774-?) - 1810-е, до 1825, когда запрещен в служении и отослан в монастырь[14].
- Г. Михайлов - 1822[15]
- Иван Васильев Малинин (ок. 1805-?) -1834 -1850-е
- В. Богданов - 1890-е

|      | Священник                                                                          | Диакон | Дьячок                                                                                                | Пономарь |
| ---- | ---------------------------------------------------------------------------------- | --- | --- | --- |
| 1786 | Иоанн Петров, жена его Ирина Григорьева (ок. 1733-?)                               | - нет - | Иван Андреев (ок. 1763-?), жена его Анна Иванова (ок. 1768-?)                                         | Андрей Ильин (ок. 1734-1797), жена его Мария Иванова (ок. 1742-?)                                                                              |
| 1791 | Иоанн Петров, жена его Ирина Григорьева (ок. 1733-?)                               | - нет - | Иван Андреев (ок. 1763-?), жена его Анна Иванова (ок. 1768-?)                                         | Андрей Ильин (ок. 1734-1797), жена его Мария Иванова (ок. 1742-?)                                                                              |
| 1792 | Иоанн Петров, жена его Ирина Григорьева (ок. 1733-?)                               | - нет - | Иван Андреев (ок. 1763-?), жена его Анна Иванова (ок. 1768-?)                                         | Андрей Ильин (ок. 1734-1797), жена его Мария Иванова (ок. 1742-?)                                                                              |
| 1794 | Иван Никитин, жена его Авдотья Иванова (1769-?)                                    | - нет - | Иван Андреев (ок. 1763-?), жена его Анна Иванова (ок. 1768-?)                                         | Андрей Ильин (ок. 1734-1797), жена его Мария Иванова (ок. 1742-?)                                                                              |
| 1795 | Стефан Михайлов, жена его Васса Михайлова (ок. 1769-?)                             | - нет - | Иван Андреев (ок. 1763-?), жена его Анна Иванова (ок. 1768-?)                                         | Андрей Ильин (ок. 1734-1797), жена его Мария Иванова (ок. 1742-?)                                                                              |
| 1796 | Стефан Михайлов, жена его Васса Михайлова (ок. 1769-?)                             | ? | Иван Андреев (ок. 1763-?), жена его Анна Иванова (ок. 1768-?)                                         | Андрей Ильин (ок. 1734-1797), жена его Мария Иванова (ок. 1742-?)                                                                              |
| 1797 | Василий Васильев (Соболев), жена его Евдокия Максимова (Смоленская) (ок. 1765 - ?) | Иоанн Деомидов (Ильинский), жена его Екатерина Федорова (ок. 1774-1826)                                             | Иван Андреев (ок. 1763-?), жена его Анна Иванова (ок. 1768-?)                                         | Андрей Ильин (ок. 1734-1797), жена его Мария Иванова (ок. 1742-?)                                                                              |
| 1799 | Василий Васильев (Соболев), жена его Евдокия Максимова (Смоленская) (ок. 1765 - ?) | Иоанн Деомидов (Ильинский), жена его Екатерина Федорова (ок. 1774-1826)                                             | Иван Яковлев Миляев (ок. 1782-?), жена его Прасковья Васильева (Соболева) (ок. 1782), дочь попа       | Иван Васильев (Соболев) (ок. 1784-?), сын попа. Жена его Анна Яковлева (ок. 1787-?)                                                            |
| 1803 | Василий Васильев (Соболев), жена его Евдокия Максимова (Смоленская) (ок. 1765 - ?) | Тимофей Афанасьев (Смирнов), жена его Евдокия Васильева (Соболева) (ок. 1787 - 1825/1829), дочь попа                | | |
| 1806 |                                                                                    | Тимофей Афанасьев (Смирнов), жена его Евдокия Васильева (Соболева) (ок. 1787 - 1825/1829), дочь попа                | | |
| 1807 | Тимофей Афанасьев (Смирнов), см. выше, произведен из диаконов                      | | | |
| 1811 | Иоанн Деомидов (Ильинский), см. выше, произведен из диаконов                       | Иван Федоров (Протопопов) (ок. 1783-?), свекр брата попа Тимофея Смирнова. Жена его Пелагея Григорьева (ок. 1786-?) | Максим Васильев (ок. 1789-?), жена Прасковья Васильева мл. (Соболева) (ок. 1788-?), дочь предыд. попа | Петр Федоров (ок. 1793-?), жена его Мавра Николаева (ок. 1793-?)                                                                               |
| 1816 | Иоанн Деомидов (Ильинский), см. выше, произведен из диаконов                       | Иван Федоров (Протопопов) (ок. 1783-?), свекр брата попа Тимофея Смирнова. Жена его Пелагея Григорьева (ок. 1786-?) | Дмитрий Васильев (Соболев) (ок. 1788-?), сын предыд. попа. Жена его Авдотья Васильева (ок. 1790-?)    | Петр Федоров (ок. 1793-?), жена его Мавра Николаева (ок. 1793-?)                                                                               |
| 1820 | Иоанн Деомидов (Ильинский), см. выше, произведен из диаконов                       | Иван Федоров (Протопопов) (ок. 1783-?), свекр брата попа Тимофея Смирнова. Жена его Пелагея Григорьева (ок. 1786-?) | Дмитрий Васильев (Соболев) (ок. 1788-?), сын предыд. попа. Жена его Авдотья Васильева (ок. 1790-?)    | Петр Федоров (ок. 1793-?), жена его Мавра Николаева (ок. 1793-?)                                                                               |
| 1823 | Иоанн Деомидов (Ильинский), см. выше, произведен из диаконов                       | Иван Федоров (Протопопов) (ок. 1783-?), свекр брата попа Тимофея Смирнова. Жена его Пелагея Григорьева (ок. 1786-?) | Дмитрий Васильев (Соболев) (ок. 1788-?), сын предыд. попа. Жена его Авдотья Васильева (ок. 1790-?)    | Григорий Александров Шумов / Смоленский (1799-?), племянник предыд. попадьи Евдокии Максимовой. Жена его Анна Игнатьева (Михаева) (ок. 1801-?) |
| 1825 | Иоанн Деомидов (Ильинский), см. выше, произведен из диаконов                       | Иван Федоров (Протопопов) (ок. 1783-?), свекр брата попа Тимофея Смирнова. Жена его Пелагея Григорьева (ок. 1786-?) | Иван Петров Попов (ок. 1806-?), жена его Агафья Игнатьева (ок. 1808-?)                                | Григорий Александров Шумов / Смоленский (1799-?), племянник предыд. попадьи Евдокии Максимовой. Жена его Анна Игнатьева (Михаева) (ок. 1801-?) |
| 1834 | Иоанн Васильев Малинин, жена его Ольга Архипова (ок. 1813-?)                       | Иван Федоров (Протопопов) (ок. 1783-?), свекр брата попа Тимофея Смирнова. Жена его Пелагея Григорьева (ок. 1786-?) | Иван Петров Попов (ок. 1806-?), жена его Агафья Игнатьева (ок. 1808-?)                                | Григорий Александров Шумов / Смоленский (1799-?), племянник предыд. попадьи Евдокии Максимовой. Жена его Анна Игнатьева (Михаева) (ок. 1801-?) |
| 1850 | Иоанн Васильев Малинин, жена его Ольга Архипова (ок. 1813-?)                       | Михаил Дмитриев Лавровский (ок. 1810-?), жена его Евдокия Иванова (ок. 1810-?)                                      | Иван Петров Попов (ок. 1806-?), жена его Агафья Игнатьева (ок. 1808-?)                                | Григорий Александров Шумов / Смоленский (1799-?), племянник предыд. попадьи Евдокии Максимовой. Жена его Анна Игнатьева (Михаева) (ок. 1801-?) |
|      |                                                                                    | | | |